# D'elles
Albums de Céline Dion
On ne change pas
(2005) Taking Chances
(2007)
Singles
1. Et s'il n'en restait qu'une (je serais celle-là)
Sortie : 14 février 2007
2. Immensité
Sortie : 14 mai 2007
3. A cause
Sortie : août 2007

D'elles est un album studio de Céline Dion sorti le 21 mai 2007.

## Historique de l'album
Les 21 et 22 décembre 2006, alors qu'elle était de passage au Québec, Céline Dion en a profité pour enregistrer sept des douze chansons qui composent cet album. Après un an de travail, la sortie, initialement prévue le 25 août 2007, est avancée au 22 mai 2007. René Angélil souhaitant appuyer le fait que cet album est particulier dans la carrière de l'artiste, il est nommé D'elles, en réponse à l'album-phare de Céline Dion et Jean-Jacques Goldman, D'eux. D'elles intègre les écrits d'une dizaine de femmes écrivaines (cinq québécoises et cinq françaises). La composition a été prise en charge par l'habituelle équipe de Paris, incluant Jacques Veneruso et Erick Benzi. L'album est toujours supervisé par Jean-Jacques Goldman, qui était présent à Las Vegas lors de l'enregistrement.
Le premier single extrait de D'elles est le titre Et s'il n'en restait qu'une (Je serais celle-là). Un clip a été tourné à New-York pour soutenir son lancement.
En août 2007 a été lancé le deuxième extrait, Immensité. Le clip de la chanson a été tourné dans le désert du Nevada sous la direction artistique de Céline Dion. Son mari, René Angelil, et son fils René-Charles font une apparition à la fin du clip.
Fin janvier 2008, la chanson À cause est envoyée aux radios, suivie, début février, de Le temps qui compte.

## Auteurs
Pour l'écriture des textes de cet album, la chanteuse a fait uniquement appel à des auteurs féminins : Nathalie Nechtschein, Denise Bombardier, Lise Payette, Janette Bertrand, Marie Laberge (C'était avant la guerre à l'Anse à Gilles, L'homme gris, Le goût du bonheur), George Sand, en plus de Nina Bouraoui (La Voyeuse interdite, Mes mauvaises pensées), de Christine Orban (J'étais l'origine du monde) et de la romancière et dramaturge Françoise Dorin (Que c'est triste Venise, le grand succès de Charles Aznavour).

## Succès
Écoulé à 500 000 exemplaires dans le monde, D'elles est certifié double disque de platine au Canada, platine en France, or en Belgique, en Suisse et en Russie. Aux États-Unis, il s'en est écoulé environ 5 000 copies.
Le succès a donc surtout été au rendez-vous au Canada, où il s'est vendu à 72 000 copies dès la première semaine. En France, D'elles s'est écoulé à environ 280 000 exemplaires, un résultat mitigé comparé à son précédent opus, 1 fille et 4 types (730 000 exemplaires).

## Liste des titres
| No  | Titre                                            | Auteur                          | Durée |
| --- | ------------------------------------------------ | ------------------------------- | ----- |
| 1.  | Et s'il n'en restait qu'une (Je serais celle-là) | F. Dorin, D. Gategno            | 3:32  |
| 2.  | Immensité                                        | N. Bouraoui, J. Veneruso        | 3:34  |
| 3.  | À cause                                          | F. Dorin, J. Veneruso           | 3:14  |
| 4.  | Je cherche l'ombre                               | L. Payette, J. Veneruso         | 3:12  |
| 5.  | Les Paradis                                      | N. Bouraoui, G. Arzel           | 3:56  |
| 6.  | La Diva                                          | D. Bombardier, E. Benzi         | 4:23  |
| 7.  | Femme comme chacune                              | J. A. Bernier, E. Benzi         | 3:39  |
| 8.  | Si j’étais quelqu’un                             | N. Nechtschein, E. Benzi        | 3:57  |
| 9.  | Je ne suis pas celle                             | C. Orban, D. Gategno            | 4:12  |
| 10. | Le Temps qui compte                              | M. Laberge, J. Veneruso         | 2:54  |
| 11. | Lettre de George Sand à Alfred de Musset         | G. Sand, E. Benzi               | 4:31  |
| 12. | On s'est aimé à cause                            | F. Dorin, M. Dupré, J. F. Breau | 4:04  |
| 13. | Berceuse                                         | J. Bertrand, D. Gategno         | 2:39  |

| 1. | Céline parle d'elles | C. Mathieu | 24:00 |

## Charts
| Pays                | Meilleure position | Certification       | Ventes  |
| ------------------- | ------------------ | ------------------- | ------- |
| Belgique (Wallonie) | 1                  | Or                  | 25 000  |
| Canada              | 1                  | 2 × Platine         | 170 000 |
| France              | 1                  | Platine             | 280 000 |
| Suisse              | 3                  | Or                  | 15 000  |
| Chypre              | 10                 | -                   | -       |
| Estonie             | 17                 | -                   | -       |
| Belgique (Flandre)  | 18                 | -                   | -       |
| Pologne             | 26                 | -                   | -       |
| Grèce               | 27                 | -                   | -       |
| Italie              | 35                 | -                   | -       |
| Pays-Bas            | 50                 | -                   | -       |
| Allemagne           | 52                 | -                   | -       |
| Hongrie             | 64                 | -                   | -       |
| Russie              | 2                  | Or[réf. nécessaire] | 10 000  |